# Сан снова (ТВ серија)
Сан снова је хрватска теленовела аутора Владе Булића, Мирне Миличић и Горана Рукавине. Исти аутори потписују и теленовеле Куд пукло да пукло и На граници које су се са великим успехом приказивале у Хрватској. Емитује се на телевизији РТЛ од 28. августа 2023. године. Прва је серија која се снима у Макарској након педесет година.

## Радња
Шта се догоди када на врхунцу каријере у једној бизарној секунди изгубите све за шта сте годинама радили?
Радња серије прати младића који је звезда фудбалског клуба "Кроација", а пред којим је трансфер живота у Шпанију. Када у бизарној несрећи током процесије у родном Камену повреди већ повређено колено, Ален Стошић мора да почне испочетка. Тридесете га окрутно дочекају, трансфер пропадне, а доживи и крах везе са некадашњом мисицом Кристином Ћук. Млада адвокатица Маја Ромић преузима Аленов судски процес са похлепном бившом девојком. Када Аленова каријера нагло пропадне, руше се сви снови његовог оца Мирка, који мора пронаћи нови начин да достигне толико жељени успех.

## Улоге
| Глумац                 | Улога                       |
| ---------------------- | --------------------------- |
| Марко Браић            | Ален Стошић                 |
| Теа Шимић              | Маја Ромић                  |
| Арија Ризвић           | Кристина Ћук "Кики"         |
| Емир Хаџихафизбеговић  | Мирко Стошић                |
| Ивана Кризманић        | Јасна Стошић                |
| Славен Кнезовић        | Анте Ромић                  |
| Адријана Вицковић      | Тонка Ромић                 |
| Јосип Бракус           | Матео Ромић                 |
| Златан Зухрић          | Стјепан Бубало              |
| Мила Елеговић          | Вишња Бубало                |
| Буга Марија Шимић      | Лана Бубало                 |
| Франо Ласић            | Рудолф Херман               |
| Марко Петрић           | Звонимир Херман "Звонац"    |
| Надиа Цвитановић       | Соња Херман                 |
| Жарко Радић            | дон Маринко                 |
| Доминик Чичак          | Лео Елдић                   |
| Петар Баљак            | Дамир Телетовић "Телац"     |
| Ана Бегић Тахири       | Бранкица                    |
| Јанко Ракош            | Златко                      |
| Филип Јуричић          | Горан Курајић "Кураја"      |
| Петра Дуганџић         | Хелена                      |
| Педро Солц             | Андреј                      |
| Владимир Посавец Тушек | Прелас                      |
| Перо Јуричић           | Кристек                     |
| Нада Гачешић Ливаковић | Лада Паладин                |
| Марко Касало           | Ведран                      |
| Дарко Јанеш            | Дражић                      |
| Мислав Чавајда         | Мислав Павлек               |
| Миран Курспахић        | "Будала"                    |
| Тара Росандић          | Ирина Вокић                 |
| Деан Кривачић          | Себастијан "Лопов"          |
| Дражен Братулић        | Судија                      |
| Ведран Комерички       | Синиша                      |
| Петар Ћиритовић        | Ивица Катић                 |
| Стјепан Гашпарић       | Хрвоје                      |
| Драшко Зидар           | Теча                        |
| Дино Рогић             | Дујмовић                    |
| Нивес Целзијус         | Нивес Пехарда               |
| Наталија Ђорђевић      | Барбара Жанић               |
| Јурица Марчец          | Карло Жанић                 |
| Кристијан Угрина       | Фелш                        |
| Јошко Шево             | Антиша                      |
| Драган Веселић         | Тони                        |
| Алан Катић             | Ортопед                     |
| Марко Варгек           | Фудбалски коментатор (глас) |
| Ана Такач              | Преводитељка                |
| Јадран Пушарић         | Човек у процесији           |
| Марио Валентић         | Гатузло                     |
| Вибор Крековић         | Водитељ                     |
| Ана Ћапалија           | Докторка                    |
| Марк Шокчић            | Слушко                      |
| Луција Алфиер          | Ксенија                     |
| Луција Дујмовић        | Лара                        |
| Марко Котар            | Папак                       |
| Јан Леко               | Конобар                     |
| Антун Тудић            | Ујак                        |
| Доминик Каракашевић    | Стипе                       |
| Томислав Зорјан        | Марко                       |
| Младен Кларић          | Коки                        |
| Лада Бонаци            | Мама                        |
| Владо Копчић           | Дарко                       |
| Душан Гојић            | Јуре Шипрага                |
| Зоран Ципек            | Ревизор                     |
| Томислав Косић         | Винцек                      |

## Занимљивости
Серија је прво требала звати "Прва лига", али је након што је име серије процурело на друштвеним мрежама промењено је у "Сан снова". У једној епизоди, лик Мирка Стошића реферише се на том репликом у којој говори да понуда за његовог играча није "сан снова, него прва лига".
Аутори серије Булић, Миличић и Рукавина као један од најангожаванијих сценаристичких тимова у Хрватској потписали су уговор, у коме се обавезују да ће писати првих осамдесет епизода серије. Остатак теленовеле односно шездесет и пет епизода написали су сценаристи који су до тада радили као додатни сценаристи. Појавиле су се гласине да аутори више не желе писати серије од пуно епизода, тачније теленовеле што се може оправдати и њиховим претходним пројектом ситкомом Благо нама са којим су се вратили на РТЛ. Уговором су везани да производе садржај за ту телевизију, али нису учествовали у наредној теленовели Сјене прошлости.
Иако се серија снимала и на стварним локацијама, већином се снимала у студијским просторима Јадран филма. Ово су прве главне улоге у каријери за протагонисте, глумце Марка Браића и Теу Шимић који су већ раније глумили љубавни пар у теленовели На граници. Глумцу Емиру Хаџихафизбеговићу је ово прва улога у хрватским теленовелама.